# Led Zeppelin Boxed Set 2
Led Zeppelin Boxed Set 2 é um álbum duplo da banda britânica de rock Led Zeppelin. Lançado em 21 de setembro de 1993 pela Atlantic Records. Esta coletânea apresenta o resto do catalogo da primeira coletânea Led Zeppelin e inclui faixas inéditas como "Baby Come On Home". Entre este conjunto de coletâneas e 4 CDs definem cada faixa de 10 álbuns de estúdio da banda são apresentados juntamente com 2 gravações ao vivo da BBC; só não o b-side do LP; e um estúdio outtake.

## Faixas
| Disco 1 |                                                 |                                                        |         |  |
| N.º     | Título                                          | Compositor(es)                                         | Duração |  |
| 1.      | "Good Times Bad Times" (Led Zeppelin, 1969)     | John Bonham, John Paul Jones, e Jimmy Page             | 2:47    |  |
| 2.      | "We're Gonna Groove" (Coda, 1982)               | James A. Bethea and Ben E. King                        | 2:40    |  |
| 3.      | "Night Flight" (Physical Graffiti, 1975)        | Jones, Page, e Robert Plant                            | 3:36    |  |
| 4.      | "That's the Way" (Led Zeppelin III, 1970)       | Page e Plant                                           | 5:39    |  |
| 5.      | "Baby Come On Home"                             | Bert Berns, Page, e Plant                              | 4:30    |  |
| 6.      | "The Lemon Song" (Led Zeppelin II, 1969)        | Bonham, Chester Arthur Burnett, Jones, Page, and Plant | 6:22    |  |
| 7.      | "You Shook Me" (Led Zeppelin, 1969)             | Willie Dixon e J. B. Lenoir                            | 6:30    |  |
| 8.      | "Boogie with Stu" (Physical Graffiti, 1975)     | Bonham, Jones, Page, Plant, Ian Stewart, e Mrs. Valens | 3:53    |  |
| 9.      | "Bron-Yr-Aur" (Physical Graffiti, 1975)         | Page                                                   | 2:06    |  |
| 10.     | "Down by the Seaside" (Physical Graffiti, 1975) | Page e Plant                                           | 5:13    |  |
| 11.     | "Out on the Tiles" (Led Zeppelin III, 1970)     | Bonham, Page, e Plant                                  | 4:08    |  |
| 12.     | "Black Mountain Side" (Led Zeppelin, 1969)      | Page                                                   | 2:13    |  |
| 13.     | "Moby Dick" (Led Zeppelin II, 1969)             | Bonham, Jones, e Page                                  | 4:22    |  |
| 14.     | "Sick Again" (Physical Graffiti, 1975)          | Page e Plant                                           | 4:42    |  |
| 15.     | "Hot Dog" (In Through the Out Door, 1979)       | Page e Plant                                           | 3:17    |  |
| 16.     | "Carouselambra" (In Through the Out Door, 1979) | Jones, Page, e Plant                                   | 10:32   |  |

| Disco 2 |                                                                   |                              |         |  |
| N.º     | Título                                                            | Compositor(es)               | Duração |  |
| 1.      | "South Bound Saurez" (In Through the Out Door, 1979)              | Jones e Plant                | 4:12    |  |
| 2.      | "Walter's Walk" (Coda, 1982)                                      | Page e Plant                 | 4:31    |  |
| 3.      | "Darlene" (Coda, 1982)                                            | Bonham, Jones, Page, e Plant | 5:06    |  |
| 4.      | "Black Country Woman" (Physical Graffiti, 1975)                   | Page e Plant                 | 4:24    |  |
| 5.      | "How Many More Times" (Led Zeppelin, 1969)                        | Bonham, Jones, e Page        | 8:28    |  |
| 6.      | "The Rover" (Physical Graffiti, 1975)                             | Page e Plant                 | 5:37    |  |
| 7.      | "Four Sticks" (Led Zeppelin IV, 1971)                             | Page e Plant                 | 4:46    |  |
| 8.      | "Hats Off to (Roy) Harper" (Led Zeppelin III, 1970)               | tradicional                  | 3:42    |  |
| 9.      | "I Can't Quit You Baby" (Led Zeppelin, 1969)                      | Dixon                        | 4:43    |  |
| 10.     | "Hots On for Nowhere" (Presence, 1979)                            | Page e Plant                 | 4:43    |  |
| 11.     | "Living Loving Maid (She's Just a Woman)" (Led Zeppelin II, 1969) | Page e Plant                 | 2:40    |  |
| 12.     | "Royal Orleans" (Presence, 1976)                                  | Bonham, Jones, Page, e Plant | 2:58    |  |
| 13.     | "Bonzo's Montreux" (Coda, 1982)                                   | Bonham                       | 4:17    |  |
| 14.     | "The Crunge" (Houses of the Holy, 1973)                           | Bonham, Jones, Page, e Plant | 3:17    |  |
| 15.     | "Bring It On Home" (Led Zeppelin II, 1969)                        | Page e Plant                 | 4:20    |  |
| 16.     | "Tea for One" (Presence, 1976)                                    | Page e Plant                 | 9:27    |  |

## Vendas
| Chart (1993)                          | Peak position |
| ------------------------------------- | ------------- |
| US Billboard 200                      | 87            |
| UK Albums Chart                       | 56            |
| Japanese Albums Chart                 | 45            |
| Canadian RPM Top 100 Chart            | 67            |
| New Zealand RIANZ Top 50 Albums Chart | 48            |

## Certificações
| País           | Provedor | Certificação | Vendas   |
| -------------- | -------- | ------------ | -------- |
| Estados Unidos | RIAA     | Ouro         | 250 mil+ |

## Créditos
Led Zeppelin
- John Bonham – bateria, percussão
- John Paul Jones – baixo, teclado, bandolim
- Jimmy Page – guitarras acústica e elétrica, produtor, remasterização, remasterização digital
- Robert Plant – vocais, harmônica

Músicos adicionais
- Viram Jasani – tabla em "Black Mountain Side"
- Ian Stewart – piano em "Boogie with Stu"